# 魂斗罗 铁血兵团
《魂斗罗 铁血兵团》是科乐美在世嘉的Mega Drive主机上于1994年推出的《魂斗罗》系列的第四代。是超级任天堂的《魂斗罗精神》的续作。

## 游戏系统

游戏画面

游戏系统与超級任天堂的前作相比又有了很大的改变。游戏角色增加至四名，每个角色都拥有四种不同的武器。可以在游戏开始前选择。人物增加了血格的设定，每条命有三格血（这个设定在美版中被取消了）。操作上，为了配合Mega Drive的手柄也做了修改。炸弹不再是一条命自带一个而是全部在游戏中获得，避免了堆命靠炸弹通关的打法。游戏中第一次出现了分支路径和多结局设定，选择不同的路径直接关系到不同的结局。结局总共有六个。
虽然Mega Drive主机的机能，特别是回转放缩方面不及超級任天堂，但在KONAMI的制作人员的努力下，《魂斗罗·铁血兵团》的声光表现丝毫不逊于SFC上的前作。

## 剧情
异形战争（即《魂斗罗精神》中的与外星人的战争）结束三年后的公元2639年，战争中的英雄巴哈姆特上校阴谋发动政变颠覆地球联邦政府。:事情败露后巴哈姆特下落不明。两年后的2641年，联邦军的机器人部队突然发生暴动，地球联邦军统合机动部队特别任务班，通称“魂斗罗部队（Hard Corps）”的四人，雷、希娜、生化改造狼人-布萊德·方和机器人布朗尼被派遣前往平息暴动。在任务的同时，地球联邦实验室内保存的异形细胞被抢夺。这一切都是两年前失踪的巴哈姆特上校所为。巴哈姆特上校为达成统治世界的野心和实验室的科学家勾结，意图利用异形细胞开发生化兵器。“魂斗罗部队”因此被派遣出动阻止巴哈姆特的阴谋得逞。

## 評價
《Fami通》打出24/40分。